# Biendorf (Sassonia-Anhalt)
Biendorf è una frazione della città tedesca di Bernburg (Saale) situata nel land della Sassonia-Anhalt.
Già comune autonomo, a partire dal 1º gennaio 2010 
è stato accorpato alla città di Bernburg (Saale) insieme agli ex-comuni di Baalberge, Gröna, Peißen, Poley, Preußlitz e Wohlsdorf.